# Kirby of the Stars: The Story of Dedede Who Lives in Pupupu
Kirby of the Stars: The Story of Dedede Who Lives in Pupupu  (яп. 星のカービィ デデデでプププなものがたり Хоси но Ка:би: Дэдэдэ дэ Пупупу на Моногатари, «Звезда Кирби: История Дидиди, который жил в Пупупу») — манга, основанная на одноименной серии видеоигр, написанная и нарисованная Хирокадзу Хикавой. Серия рассказывает о приключениях Кирби и его друга Чирби (англ. Chirby), которые пытаются вернуть Звездный Жезл (англ. Star Rod), легендарное сокровище Страны Снов (англ. Dream Land).
Манга выходила в ежемесячном журнале CoroCoro Comic издательства Shogakukan с мая 1994 года по ноябрь 2006 года, а также была выпущена в виде 25-томного танкобона. В зимнем выпуске в зимнем выпуске CoroCoro Aniki за декабрь 2017 года была опубликована специальная глава. Viz Media планировала выпустить мангу в Северной Америке в 2010 году, но выпуск был отменен. Позже манга была издана в виде сборника «best-of» с новыми главами, который был опубликован на английском языке под названием Kirby Manga Mania (с англ. — «Кирби Манга Мания»).

## Персонажи
Помимо самого Кирби, в манге представлены многие персонажи из серии, в том числе Мета Рыцарь, Король Дидиди, а также многие обычные враги и боссы из игр.

## Публикация
Kirby of the Stars выпускалась публиковалась посерийно в CoroCoro Comic с мая 1994 по ноябрь 2006 года. Позднее она была выпущена в 25 томах, тираж которых составил более 10 миллионов экземпляров. В зимнем выпуске CoroCoro Aniki за декабрь 2017 года была опубликована первая новая глава серии за 11 лет; в последующих выпусках она была продолжена. В июльском выпуске 2018 года стало известно, что Хикава возобновляет выпуск манги «Кирби». В 2021 года манга перестала выходить в CoroCoro Aniki, но продолжила публиковаться в интернете.
На Нью-Йоркском аниме-фестивале 2009 года компания Viz Media объявила, что выпустит мангу в Северной Америке, запланировав дату выхода на 7 сентября 2010 года. В дальнейшем дата была перенесена, а в конечном итоге выпуск комикса был отменён.
Позднее серия была издана в виде сборника «best-of», в который вошли избранные Хикавой главы, а также бонусные комиксы. Серия была опубликована на английском языке под названием Kirby Manga Mania компанией Viz Media, первый том вышел 8 июня 2021 года.

## Критика
Многие рецензенты критиковали мангу за повторяемость, предсказуемость, отсутствие развития персонажей и сюжета.